# مقاطعة لورنس (تينيسي)
مقاطعة لورنس (بالإنجليزية: Lawrence County, Tennessee)‏ هي إحدى مقاطعات ولاية تينيسي في الولايات المتحدة. ، وتبلغ مساحتها 1600 كم2، بلغ عدد سكانها 41869 نسمة في عام 2010 حسب إحصاء مكتب تعداد الولايات المتحدة وتصل الكثافة السكانية فيها 25 نسمة/كم2.